# Dreaming of the Masters Suite
Dreaming of the Masters Suite (Untertitel „music inspired by and dedicated to John Coltrane“) ist ein Jazzalbum des Art Ensemble of Chicago. Die im Januar und März 1990 in den Systems Two Studios, Brooklyn, entstandenen Aufnahmen erschienen 1991 auf DIW Records.

## Hintergrund
Seit Mitte der 1980er- und in den frühen 1990er-Jahren nahm das Art Ensemble of Chicago eine Reihe von Alben für das japanische Label DIW auf., darunter Live in Japan (1985), Naked (1986), Ancient to the Future: Dreaming of the Masters Series Vol. 1 (1987), The Alternate Express (1989), Art Ensemble of Soweto (1990), Thelonious Sphere Monk: Dreaming of the Masters Vol. 2 (1991), letztere zusammen mit dem Pianisten Cecil Taylor. 1990 entstanden auch die Aufnahmen zur Dreaming of the Masters Suite, die neben Eigenkompositionen drei Stücke von John Coltrane enthält, „Naima“, „Impressions“ (vom gleichnamigen Album von 1963) und „Spiritual“ (von The Complete 1961 Village Vanguard Recordings).

## Titelliste
- Art Ensemble of Chicago: Dreaming of the Masters Suite (DIW 854)[1]

1. Dreaming of the Masters (Joseph Jarman) 1:01
2. Call of the Captain 2:17
3. Impressions (John Coltrane) 6:45
4. Colors Too 6:11
5. Naima (John Coltrane) 5:34
6. Spiritual (John Coltrane) 2:43
7. Ohnedaruth 7:00
8. Go Head 7:35
9. Song For Atala 6:52
10. Dreaming Of The Masters (Joseph Jarman) 0:48

Wenn nicht anders vermerkt, stammen die Kompositionen vom Art Ensemble of Chicago.

## Rezeption
Brian Olewnick verlieh dem Album in Allmusic lediglich zweieinhalb Sterne und schrieb, dass auf der Mehrheit der Alben, die das Art Ensemble of Chicago für das Label DIW aufnahm, die Band auf der Stelle trat, indem sie Melodien und Strukturen abspulte, die schon lange zu ihrem Repertoire gehören, dabei aber nur selten neue Wege beschritt oder mit Inspiration spielte. The Dream of the Masters Suite sei ein Beispiel für diesen Trend. Die von Coltrane stammende Stücke würden zwar kompetent gespielt, aber ohne die ekstatische Hingabe ihres Schöpfers oder mit der forschenden Intelligenz und dem Witz des Art Ensembles auf dem Höhepunkt ihrer Karriere. Nur die kurze Interpretation von „Spiritual“ gelinge vollends und auch hier frage man sich, ob es nur an der enormen, innewohnenden Schönheit der Komposition liege. „Ohnedaruth“ wiederum kann, wie auf den Alben Phase One oder Bap-Tizum aufgeführt, ein Stück enormer Kraft und aufregendem Erfindungsgeist sein. Hier erfolge lediglich ein fast oberflächlicher Durchlauf, so als würde man zugeben, dass die Gruppe zuvor alles aus dem Stück herausgekitzelt hat. Die übrigen Kompositionen bewegen sich auf einer ähnlich sicheren Linie; Sie sind durchaus angenehm und gut gespielt, haben aber nicht den Biss oder die Leidenschaft, die Bewunderer dieses großartigen Ensembles erwartet hatten.
Dreaming of the Masters Suite und Live at the 6th Tokyo Music Joy ’90 sind deutlich unterschiedliche Alben, obwohl sie Anfang ’90 nur wenige Wochen auseinander aufgenommen wurden, schrieb Bill Shoemaker in JazzTimes. Das erstere sei eine stimmige Verbindung von Eigenkompositionen der Bandmitglieder und drei Coltrane-Klassikern: „Impressions“, „Naima“ und „Spiritual“. Trotz der Anwesenheit einer beträchtlichen Menge an Material, das bereits anderswo aufgenommen wurde – beide Alben enthalten Roscoe Mitchells munteres „Song for Atala“ und die von Coltrane inspirierte CD enthält eine weitere Version von Joseph Jarmans feurigem „Ohnedaruth“ – würden beide Alben genügend außergewöhnliche Stücke aufweisen. Die Versionen des Art Ensemble von „Impressions“ und „Naima“ seien ansprechend und relativ nahe an den Originalen; „Spiritual“ klinge bemerkenswert gewagt, da es in ein Haiku aus Flöte, Glockenspiel und Synthesizer-generiertem Vogelgesang verwandelt werde.